# Bibliothèque Dag-Hammarskjöld
Pour les articles homonymes, voir Hammarskjöld.

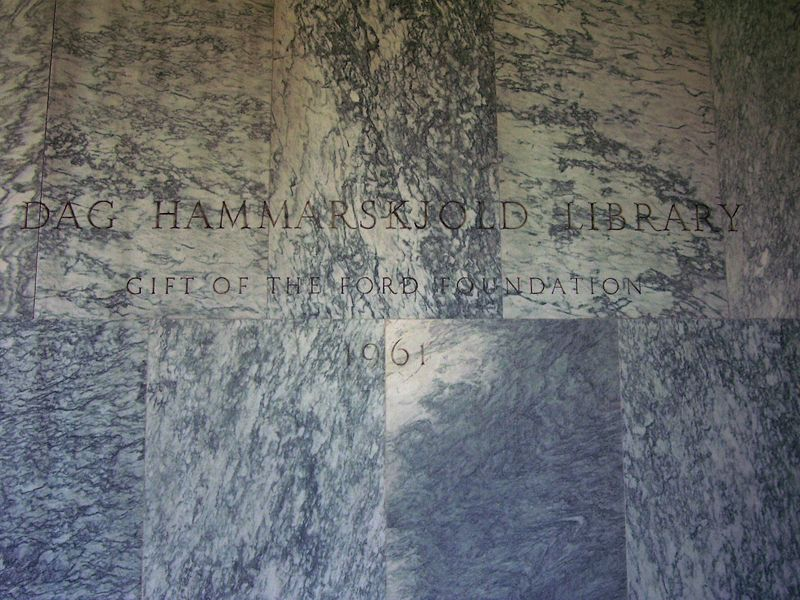
Entrée de la Bibliothèque Dag Hammarskjöld, siège des Nations unies, New York.

La Bibliothèque Dag-Hammarskjöld est située au siège des Nations unies à New York. Elle est consacrée à la mémoire de Dag Hammarskjöld, 2e secrétaire général des Nations unies.

## Description
La bibliothèque est spécialisée dans deux domaines majeurs. Elle est le principal dépositaire des documents et des publications de l'ONU et maintient une collection de documents produits par les institutions spécialisées et par les organismes affiliés aux Nations unies. La Bibliothèque recueille également des livres, journaux et autres documents relatifs aux programmes et aux activités de l'ONU.

## Historique de la bibliothèque
La Bibliothèque Dag-Hammarskjöld a été fondée en même temps que l'Organisation des Nations unies en 1946. Elle s'appelait à l'origine Bibliothèque des Nations unies et se trouvait à Genève à l’hôtel National. Elle avait pour ancêtre la Bibliothèque de la Société des Nations (S.D.N.), créée par Woodrow Wilson et son épouse, en 1920, un an après la création de la Société des Nations et la signature du traité de Versailles, qui mettait fin à la Première Guerre mondiale. MissWilson est la première bibliothécaire de la Bibliothèque de la Société des Nations.
Elle permit de l’enrichir d’une vaste collection de documents et de livres, tant en français qu’en anglais. En 1945, eut lieu la conférence de San Francisco ou, en anglais, United Nations Conference on International Organisations (UNCIO) et qui eut lieu, comme son nom français l’indique, à San Francisco. Lors de cette conférence se trouvait une bibliothèque temporaire, dont certains documents provenaient de la Bibliothèque de la Société des Nations (une importante collection de la Bibliothèque Dag-Hammarskjöld provient de ce fonds et est appelée la collection Woodrow Wilson). Cette bibliothèque provisoire était dirigée par M. Verner W. Clapp.
La conférence de San Francisco permit à ce qui allait devenir un an plus tard, l’Organisation des Nations unies (ONU), en 1946, de remettre en question l’endroit où se situait leur bibliothèque et ils commencèrent à envisager de transférer la Bibliothèque des Nations-Unies (nouveau nom de la Bibliothèque de la Société des Nations) aux États-Unis et, par le fait même, plus près du siège social de l’organisation.
En 1946, la Bibliothèque des Nations unies fut inaugurée et se situait dans le bâtiment de guerre de la société Sperry Gyroscope dans la ville de Lake Success, dans l’État de New York, où se trouvait à l’époque le secrétariat des Nations unies.
Plus tard, elle fut appelée Bibliothèque Internationale des Nations-Unies. Vers la fin des années 1950, la Fondation Ford a fait un don à l'ONU pour la construction d'un nouveau bâtiment destiné à la bibliothèque. La Bibliothèque Internationale des Nations unies était alors située à l’intérieur du siège social de l’ONU, dans le quartier de Manhattan, et ce, dans la ville de New York.
Dag Hammarskjöld, qui était le secrétaire général de l’ONU à l’époque, a contribué à obtenir le financement de ce nouveau bâtiment et a surveillé chaque étape de sa construction. La Bibliothèque Dag-Hammarskjöld a été inaugurée le 16 novembre 1961. Cette date correspond environ à deux mois jour pour jour après la mort de Dag Hammarskjöld dans un accident d’avion. La bibliothèque est rebaptisée en son honneur.

## Fonctions
La fonction principale de la Bibliothèque est de fournir aux délégations, au Secrétariat des Nations unies et à d'autres groupes officiels de l'Organisation, les documents et les renseignements nécessaires à l'exécution de leurs fonctions, et ce, le plus rapidement possible et avec les commodités et les économies nécessaires. Les documents destinés à être collectés et les services à assurer sont déterminés par les besoins de ces utilisateurs principaux.
Dans la mesure du possible, les services de la bibliothèque sont également mis à disposition des institutions spécialisées des Nations unies, des représentants accrédités des médias, des organisations intergouvernementales, des organisations non gouvernementales, des établissements d'enseignement, des universitaires et des écrivains.
La Bibliothèque a créé et développe la classification des Nations unies appliquée aux documents officiels publiés.
La Bibliothèque fournit aux délégations, au Secrétariat et aux autres groupes officiels de l'ONU les documents officiels, ainsi qu'un libre accès aux médias du monde entier. La bibliothèque n'est pas ouverte au grand public mais maintient de nombreuses bases de données et sites Internet d'intérêt pour les chercheurs :
- UNBISnet - le catalogue de la bibliothèque et les  Index des Actes répertorient et donnent accès aux documents officiels de l'ONU, par exemple les procès verbaux, résumés des réunions et les mesures prises par les principaux organes.UNBISnet comprend également une base de données des votes et une base de données des discours.
- Guides de recherche: série de guides thématiques sur des sujets touchant aux activités de l'ONU et guide spécialisé sur les documentation onusienne.
- Demandez à DAG ! : base de données de questions réponses sur les organes onusiens et les négociations qui ont lieu en son sein.
- Les États Membres au fil des sessions : site donnant accès, pour chaque État membre de l'Organisation, aux résolutions, projets de résolutions, discours et rapports pertinents.

## Sources
- (en) Cet article est partiellement ou en totalité issu de l’article de Wikipédia en anglais intitulé « Dag_Hammarskjöld_Library » (voir la liste des auteurs).